# Komenda Rejonu Uzupełnień Łuniniec

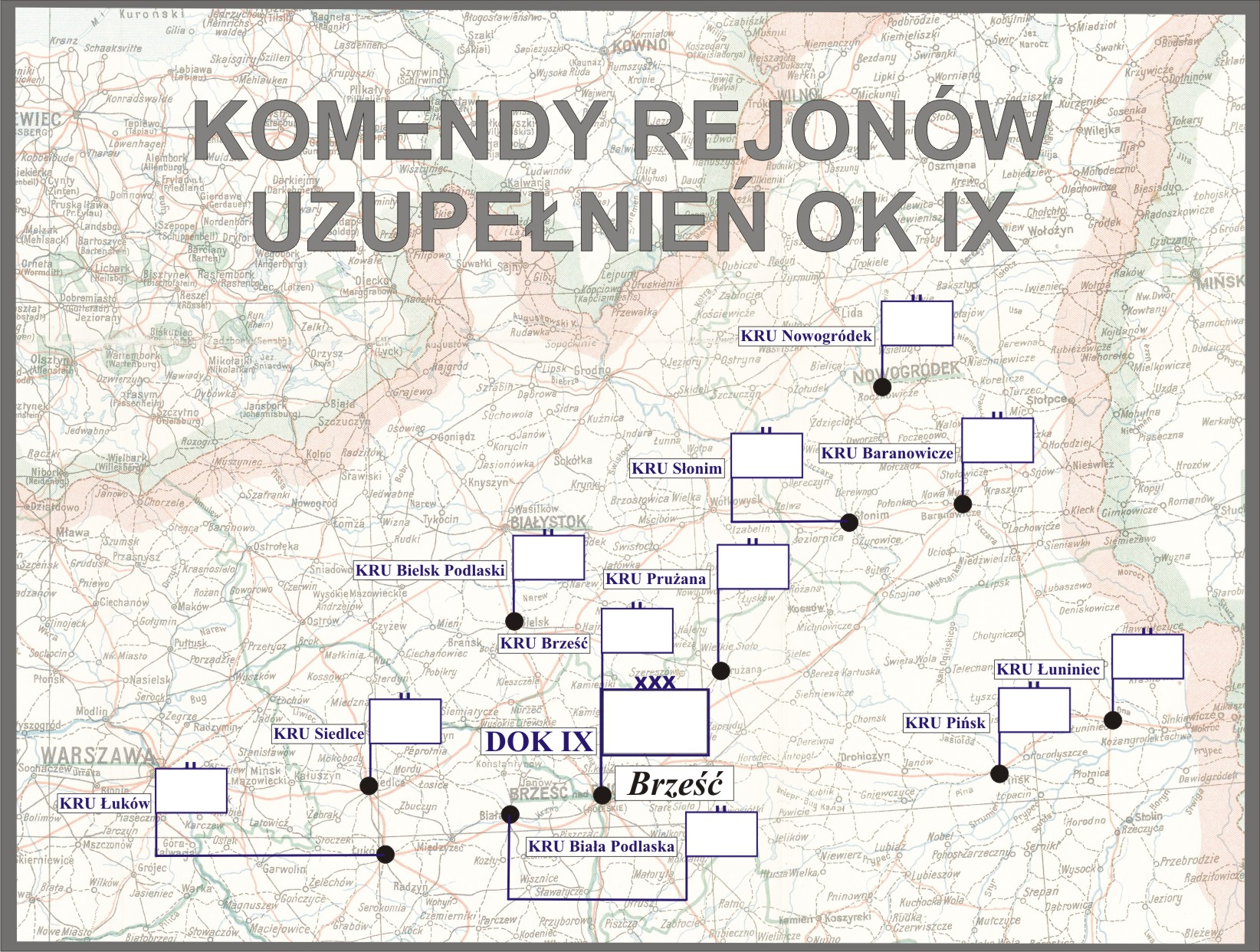
Komendy rejonów uzupełnień OK IX

Komenda Rejonu Uzupełnień Łuniniec (KRU Łuniniec) – organ wojskowy właściwy w sprawach uzupełnień Sił Zbrojnych II Rzeczypospolitej i administracji rezerw w powierzonym mu rejonie.

## Historia komendy
Z dniem 1 stycznia 1923 roku został utworzony powiat stoliński (powiat polityczny był podstawową jednostką wojskowo-terytorialnego podziału państwa). 22 maja 1924 minister spraw wojskowych rozkazem O. I. Szt. Gen. 3224.Org. przydzielił powiat stoliński do PKU Łuniniec. W następnych latach okręg poborowy PKU Łuniniec obejmował powiaty: łuniniecki, kosowski i stoliński. 
Jesienią 1930 roku powiat kosowski został wyłączony z PKU Łuniniec i włączony do nowo powstałej PKU Prużana. Od tego czasu PKU Łuniniec administrowała powiatami łuninieckim i stolińskim, posiadając skład osobowy typ III.
31 lipca 1931 roku gen. dyw. Kazimierz Fabrycy, w zastępstwie ministra spraw wojskowych, rozkazem B. Og. Org. 4031 Org. wprowadził zmiany w organizacji służby poborowej na stopie pokojowej. Zmiany te polegały między innymi na zamianie stanowisk oficerów administracji w PKU na stanowiska oficerów broni (piechoty) oraz zmniejszeniu składu osobowego PKU typ I–IV o jednego oficera i zwiększeniu o jednego urzędnika II kategorii. Liczba szeregowych zawodowych i niezawodowych oraz urzędników III kategorii i niższych funkcjonariuszy pozostała bez zmian.
1 lipca 1938 roku weszła w życie nowa organizacja służby poborowej, zgodnie z którą dotychczasowa Powiatowa Komenda Uzupełnień Łuniniec została przemianowana na Komendę Rejonu Uzupełnień Łuniniec przy czym nazwa ta zaczęła obowiązywać 1 września 1938 roku, z chwilą wejścia w życie ustawy z dnia 9 kwietnia 1938 roku o powszechnym obowiązku wojskowym. 
Komendant rejonu uzupełnień w sprawach dotyczących uzupełnień Sił Zbrojnych i administracji rezerw podlegał bezpośrednio dowódcy Okręgu Korpusu Nr IX. Rejon uzupełnień nie uległ zmianie i nadal obejmował powiaty: łuniniecki i stoliński.

## Obsada personalna
Poniżej przedstawiono wykaz oficerów zajmujących stanowisko komendanta Powiatowej Komendy Uzupełnień i komendanta rejonu uzupełnień oraz wykaz osób funkcyjnych (oficerów i urzędników wojskowych) pełniących służbę w PKU i KRU Łuniniec, z uwzględnieniem najważniejszych zmian organizacyjnych przeprowadzonych w 1926 i 1938 roku.
| Komendanci                             | Komendanci              | Komendanci                                |
| -------------------------------------- | ----------------------- | ----------------------------------------- |
| Stopień, imię i nazwisko               | Okres pełnienia funkcji | Kolejne stanowisko służbowe (dalsze losy) |
| płk piech. Ludwik Żukowski             | 1924 – IX 1925          | komendant PKU Kutno                       |
| płk kaw. Apoloniusz Wysocki            | IX 1925 – 30 IX 1927    | stan spoczynku                            |
| płk SG Izydor Modelski                 | X 1927 – IV 1928        | dyspozycja dowódcy OK IX                  |
| mjr dypl. piech. Jan Duch              | XI 1928 – III 1929      | dyspozycja dowódcy OK IX                  |
| ppłk art. inż. Stanisław I Dziurzyński | p.o. III – VIII 1929    | dyspozycja dowódcy OK IX                  |
| mjr kanc. Kazimierz Krieger            | III 1930 – 20 VII 1933  | komendant PKU Żywiec                      |
| ppłk piech. Leon Rapszewicz            | VII 1933 – III 1934     | dyspozycja dowódcy OK IX                  |
| mjr piech. Antoni Żuk                  | VI 1934 – 1939          | †1940 Charków                             |

Obsada pozostałych stanowisk funkcyjnych PKU w latach 1921–1925
- I referent – kpt. piech. Stanisław Bortkiewicz (1923 – II 1926 → kierownik I referatu)
- II referent
  - urzędnik wojsk. XI rangi Antoni Mateusz Nosek (1923)
  - kpt. piech. Karol Przybylski (od V 1925[30])
  - por. kanc. Justyn Herman (X 1925 – II 1926 → referent)
- oficer instrukcyjny
  - por. piech. Mieczysław Łopuski (I[31] – 15 XI 1923[32] → 84 pp)
  - por. piech. Jan Radwan (15 XI 1923[32] – I 1924[33] → 23 pp)
  - kpt. piech. Edward Kościński (I 1924[33] – I 1925[34] → 74 pp)
- oficer ewidencyjny Kosów
  - urzędnik wojsk. XI rangi Romuald Plewkiewicz (od VII 1923[35])
  - por. kanc. Tadeusz Krok (od V 1924[36])
- oficer ewidencyjny Łuniniec
  - por. piech. Stefan Józef Wątróbski (17 X 1923[37] – IV 1924[38] → kierownik kancelarii DOK IX)
  - por. kanc. Justyn Herman (VIII 1924[39] – X 1925 → II referent[40])
- oficer ewidencyjny Stolin – chor. Piotr Antoni Ogorzałek[a] (od VI 1925)

Obsada pozostałych stanowisk funkcyjnych PKU w latach 1926–1938
- kierownik I referatu administracji rezerw i zastępca komendanta
  - kpt. piech. Stanisław Bortkiewicz (od II 1926)
  - kpt. piech. Roman Piotr Rymsza (był 1932 – 1938 → kierownik I referatu KRU)
- kierownik II referatu poborowego
  - por. kanc. Edward Miodek (II 1926 – 1 VIII 1932[45] → praktykę u płatnika Dowództwa Floty)
  - kpt. piech. Benedykt Józef Grocholak (1932[45] – 1938? → kierownik I referatu KRU Pińczów)
- referent – por. kanc. Justyn Herman (od II 1926)

Obsada pozostałych stanowisk funkcyjnych KRU w latach 1938–1939
- kierownik I referatu ewidencji – kpt. adm. (piech.) Roman Piotr Rymsza[c] (1938 – 1939, †1940 Charków[50])
- kierownik II referatu uzupełnień – kpt. adm. (piech.) Antoni Toporowski[d] (1938 – 1939, †1940 Katyń[52])